# Дімітріос Авраміс
Дімітріос Авраміс (грец. Δημήτριος Αβράμης; нар. 1 січня 1975, Трикала, Фессалія) — грецький борець греко-римського стилю, бронзовий призер чемпіонату світу, срібний та бронзовий призер чемпіонатів Європи, учасник двох Олімпійських ігор.

## Біографія
Боротьбою почав займатися з 1987 року. Віце-чемпіон Європи 1993 року серед юніорів. Виступав за борцівські клуби «Trikki» з Трикали і «Panellinios GS» з Афін. Тренувався під керівництвом свого батька Спіроса Авраміса.

## Спортивні результати на міжнародних змаганнях

### Виступи на Олімпіадах
| Змагання                    | Збірна | Вагова категорія                 | Місце |
| --------------------------- | ------ | -------------------------------- | ----- |
| Літні Олімпійські ігри 2000 | Греція | греко-римська боротьба, до 76 кг | 12    |
| Літні Олімпійські ігри 2004 | Греція | греко-римська боротьба, до 84 кг | 5     |

### Виступи на Чемпіонатах світу
| Змагання                        | Збірна | Вагова категорія                 | Місце  |
| ------------------------------- | ------ | -------------------------------- | ------ |
| Чемпіонат світу з боротьби 1997 | Греція | греко-римська боротьба, до 76 кг | 15     |
| Чемпіонат світу з боротьби 1998 | Греція | греко-римська боротьба, до 76 кг | 15     |
| Чемпіонат світу з боротьби 1999 | Греція | греко-римська боротьба, до 76 кг | Бронза |
| Чемпіонат світу з боротьби 2001 | Греція | греко-римська боротьба, до 76 кг | 10     |

### Виступи на Чемпіонатах Європи
| Змагання                         | Збірна | Вагова категорія                 | Місце  |
| -------------------------------- | ------ | -------------------------------- | ------ |
| Чемпіонат Європи з боротьби 1995 | Греція | греко-римська боротьба, до 74 кг | 6      |
| Чемпіонат Європи з боротьби 1996 | Греція | греко-римська боротьба, до 82 кг | 12     |
| Чемпіонат Європи з боротьби 1997 | Греція | греко-римська боротьба, до 76 кг | 8      |
| Чемпіонат Європи з боротьби 1999 | Греція | греко-римська боротьба, до 76 кг | Бронза |
| Чемпіонат Європи з боротьби 2002 | Греція | греко-римська боротьба, до 84 кг | 13     |
| Чемпіонат Європи з боротьби 2004 | Греція | греко-римська боротьба, до 84 кг | Срібло |

### Виступи на інших змаганнях
| Змагання                           | Збірна | Вагова категорія                 | Місце  |
| ---------------------------------- | ------ | -------------------------------- | ------ |
| Гран-прі Німеччини з боротьби 1989 | Греція | вільна боротьба, до 82 кг        | 11     |
| Середземноморські ігри 1997        | Греція | греко-римська боротьба, до 76 кг | Срібло |
| Гран-прі Німеччини з боротьби 1998 | Греція | греко-римська боротьба, до 76 кг | Бронза |

### Виступи на змаганнях молодших вікових груп
| Змагання                                       | Збірна | Вагова категорія                 | Місце  |
| ---------------------------------------------- | ------ | -------------------------------- | ------ |
| Чемпіонат Європи з боротьби серед юніорів 1993 | Греція | греко-римська боротьба, до 74 кг | Срібло |
| Чемпіонат Європи з боротьби серед молоді 1994  | Греція | греко-римська боротьба, до 74 кг | 4      |
| Чемпіонат світу з боротьби серед молоді 1995   | Греція | греко-римська боротьба, до 74 кг | 4      |